# William Nevill (16e baron Bergavenny)
William Nevill, de fait 16e (de jure 1er) baron Bergavenny, (avant 1701-1744) est un pair anglais qui exerce ses fonctions dans la maison royale britannique. 

## Biographie
Fils d'Edward Nevill (1664-1701), capitaine dans la Royal Navy, décédé à bord d'un navire au large de la côte de Virginie, et son épouse Hannah (1668-1764), fille de Gervase Thorpe de Brockhurst, il accède à la baronnie à la mort de son cousin Edward Nevill, 15e baron Bergavenny, décédé sans enfants. 
Le 20 mai 1725, il épouse la veuve de son cousin, Katharine, fille du lieutenant-général William Tatton et de son épouse Elizabeth Bull. Leur fils aîné est George Nevill (1er comte d'Abergavenny). Katharine décède le 4 décembre 1729 après avoir donné naissance à un deuxième fils. Le 20 mai 1732, il épouse Lady Rebecca Herbert, fille de Thomas Herbert (8e comte de Pembroke) et de sa femme Margaret Sawyer, avec qui il aura d'autres enfants. 
Quittant l'ancienne maison de la famille à Birling, dans le Kent, il s'installe au parc Kidbrooke à Forest Row, où il construit un manoir en 1733-1744, achetant des terres agricoles environnantes pour aménager de nouveaux terrains et un parc. Modifiés depuis lors, la maison et les jardins en 2015 sont le site de l’école Michael Hall. 
En 1739, il obtient le poste de master of the jewel, poste qu'il occupe jusqu'à sa mort. Il meurt à Bath le 21 septembre 1744 et est enterré à East Grinstead le 30 septembre 1744. 